# Visual Component Library
Visual Component Library, VCL – biblioteka stworzona w języku Object Pascal (obiektowej wersji języka Pascal) przez firmę Borland na potrzeby środowiska Delphi, potem zaadaptowana też do środowiska C++ Builder. Podstawą biblioteki VCL jest klasa bazowa TComponent, z której dziedziczą wszystkie pozostałe klasy biblioteki. 
Biblioteka VCL jest biblioteką wspomagającą programowanie w środowisku Windows, zwłaszcza tworzenie interfejsu użytkownika. Jest konkurencją dla biblioteki MFC firmy Microsoft, dołączanej do środowiska Visual Studio. Obecnie biblioteka VCL integruje w sobie także możliwość korzystania z technologii .NET firmy Microsoft.